# "Them"
"Them" je treći studijski album danskog heavy metal-sastava King Diamond. Diskografska kuća Roadrunner Records objavila ga je 13. rujna 1988. Prvi je album na kojem se pojavio gitarist Pete Blakk i basist Hal Patino.
"Them" je prvi od dva izmišljena konceptualna albuma o kralju i njegovoj mentalno bolesnoj baki, a drugi od njih je Conspiracy. Kralj doživljava mučan pad u ludilo preko svoje bake i glasova u Kući Amona.

## Radnja
U kuću gdje živi žena i njeno dvoje djece (King i Missy) vraća se baka koja je nekoliko godina živjela u psihijatrijskog bolnici. U prvi noći King se probudi i čuje glasovi i odlazi u sobu bake. Tamo otkriva da ona pije čaj, a iako je sama, šalice i tanjurići lebde u zraku. Sljedeće noći, baka probuđuje Kinga i ona ga poziva govoreći mu povijest kuće Amona u kojoj žive. Baka reže ruku majke glavnog lika i dodaje krv koja iz nje teče u čaj. Razgovori s duhovima počinju utjecati na Kingov um i on polako gubi dodir sa stvarnošću. Missy otkriva istinu o jezivim čajankama. Kad tijekom borbe uništi čajanku, duhovi iskoriste svoje moći i uz pomoć sjekire koja visi na zidu ubiju Missy, raskomadaju njezino tijelo i spale ostatke u kaminu. Ovaj događaj uzrokuje oslobađanje Kinga od moći čarolije. Namami baku izvan kuće, gdje je moć duhova mnogo slabija, i ubije je. Duhovi ga pokušavaju uhvatiti, ali on uspijeva pobjeći. Nakon dolaska policije, Kinga proglašavaju ludim i upućuju u mentalnu ustanovu. Kad se nakon mnogo godina vrati kući, otkriva da tamo još uvijek živi i njegova baka i duhovi.

## U drugim medijima
Pjesma "Welcome Home" i tekst pjesme "Invisible Guests" pojavio se u filmu Clerks II. "Welcome Home" također se pojavio u igri Brütal Legend iz 2009.

## Popis pjesama
Tekstovi i glazba: King Diamond, osim gdje je navedeno drugačije. 
| 1. | »Out from the Asylum«     | 1:44 |
| 2. | »Welcome Home«            | 4:35 |
| 3. | »The Invisible Guests«    | 5:02 |
| 4. | »Tea«                     | 5:12 |
| 5. | »Mother's Getting Weaker« | 3:59 |

| Strana B | Strana B                             | Strana B          | Strana B | Strana B | Strana B | Strana B | Strana B | Strana B | Strana B |
| Br.      | Skladba                              | Skladatelj        | Trajanje |          |          |          |          |          |          |
| -------- | ------------------------------------ | ----------------- | -------- | -------- | -------- | -------- | -------- | -------- | -------- |
| 6.       | »Bye, Bye Missy«                     |                   | 5:06     |          |          |          |          |          |          |
| 7.       | »A Broken Spell«                     | LaRocque          | 4:06     |          |          |          |          |          |          |
| 8.       | »The Accusation Chair«               |                   | 4:19     |          |          |          |          |          |          |
| 9.       | Bez naslova (instrumentalna skladba) | Diamond, LaRocque | 1:54     |          |          |          |          |          |          |
| 10.      | »Twilight Symphony«                  |                   | 4:07     |          |          |          |          |          |          |
| 11.      | »Coming Home«                        |                   | 1:10     |          |          |          |          |          |          |
| 41:14    |                                      |                   |          |          |          |          |          |          |          |

| 12. | »Phone Call«                   | 1:39 |
| 13. | »The Invisible Guests« (proba) | 5:19 |
| 14. | »Bye, Bye Missy« (proba)       | 4:51 |

## Zasluge
| King Diamond - King Diamond – vokal, produkcija, miks - Andy la Rocque – solo-gitara, produkcija (asistent) - Pete Blakk – solo-gitara - Hal Patino – bas-gitara - Mikkey Dee – bubnjevi, produkcija (asistent) Dodatni glazbenici - Timi Hansen – bas-gitara (na pjesmama 13. i 14.) | Ostalo osoblje - Roberto Falcao – klavijature, produkcija, miks, inženjer zvuka - Thomas Holm – naslovnica albuma - Torbjörn Jörgensen – naslovnica albuma - Olé Lundgren – fotografije - Frasse Franzén – fotografije - Ira Rosenson – fotografije |